# Claus Pavels Riis
Claus Pavels Riis (19. februar 1826 i Bergen - 8. oktober 1886 i Mandal) var en norsk forfatter. 
Riis kom med Studentertoget 1845 til København og slog sig ned der et års tid for at nyde samværet med den beundrede Hostrup. Siden var han Studentersamfundets fejrede visedigter med signaturen »Crispinus«. I 1850 fik han stor succes over hele Norge med den elskværdige, men ubetydelige vaudeville »Til Sæters«, der udkom i 4 oplag. og fra scenen gjorde megen lykke. Mindre heldig var han med et par senere forsøg som dramatiker. Efter at have studeret landbrug bosatte Riis sig på en gård i Ytre Hardanger og var 1859—64 amtsgartner. Han påbegyndte udgivelsen af sin morfader biskop Pavels’ selvbiografi og dagbøger (1814—16).

## Værker
(Ufuldstændig liste)
- Literær polemik (1848)
- Viser og vers (1849)
- Samfunnsarbeider (1851)
- Til sæters (opført 1850)
- Julegæsten (1852)
- Han har det strengt (1865)